# Палац Діоклетіана
43°30′29″ пн. ш. 16°26′18″ сх. д. / 43.50806° пн. ш. 16.43833° сх. д.
Палац Діоклетіана (хорв. Dioklecijanova palača) — палац в Спліті (Хорватія), побудований римським імператором Діоклетіаном, що правив з 284 по 305 рік н.е. Палац Діоклетіана вважається найбільш збереженим палацом періоду Римської імперії. З 1979 року палац разом з історичним центром Спліта є об'єктом Світової спадщини ЮНЕСКО.

## Історія
Імператор Діоклетіан в 293 році розділив Римську імперію на чотири області, створивши так звану тетрархію. Сам Діоклетіан взяв собі Малу Азію і Балкани, а інша імперія була розділена між трьома співправителями. Столицею Діоклетіана стала Нікомедія на березі Мармурового моря, але вже через два роки після розділу, він взявся за будівництво розкішної резиденції поруч зі своїм рідним містом Солін на території колишньої грецької колонії Аспалатос на узбережжі Адріатики. Будівництво було завершено незадовго до зречення імператора у 305 році. Після зречення Діоклетіан пішов з великої політики і залишок життя прожив у своєму палаці, займаючись садівництвом.
Пізніше на велику територію в межах стін палацу стали переселятися жителі міста, для яких палац став захистом від варварів. Ансамбль був сильно перебудований, майже все внутрішнє оздоблення не збереглося. Поступово на території палацу і навколо нього виросло місто Спліт. Розташований в палаці мавзолей Діоклетіана був перебудований в християнський собор. Підвали палацу під час реконструкції порту Спліта в кінці XVI століття були пристосовані під торгові склади. Палац був по суті заново відкритий британським архітектором Робертом Адамом, який видав його докладний опис у 1764 році. Адам переніс в британську архітектурну практику Діоклетіанові вікна, досліджені ним у Спалато.
Перед Другою світовою війною англійська письменниця Ребекка Вест, що подорожувала по Югославії, відзначала, що в будинках, збудованих в межах палацових стін, мешкало 9 000 осіб, п'ята частина населення міста. Зараз палацовий комплекс займає більшу частину історичного центру Спліта, всередині нього розташовані житлові будинки, ресторани, магазини та готелі.
Наприкінці III ст. в місті Сполатто (Спліт) до імператора Діоклетіана будують палац, який зберігав у своєму плануванню регулярні риси римського військового табору, але вже починав походити і на укріплений феодальний замок раннього романського періоду. Для його архітектури характерні сильно укріплені бастіони, глухі стіни, добре укріплені ворота.
Палац Діоклетіана — це величезний палацовий комплекс, в основу якого покладено принцип планування римського військового табору. Зовнішні стіни палацу були одночасно фортечними стінами з вежами та брамою. У внутрішній частині комплексу були розплановані оформлені портиками вулиці і розташовувалися різні споруди — корпуси для гвардії, харчової склад, чотириколонний храм, мавзолей Діоклетіана, круглий всередині і восьмигранний зовні. Новим архітектурним мотивом стало застосування в палаці Діоклетіана аркади на колонах, а не на стовпах, як це було раніше. Цей тип аркади був широко використаний в архітектурі наступних епох.
Ансамбль займає площу близько 3 гектарів землі. Свого часу його обнесли потужними стінами висотою до 20 метрів, на яких розташовувалися 15 веж, з них на сьогоднішній момент збереглося всього 3. Для водопостачання палацу був побудований окремий акведук.
Дві головні вулиці міста під прямим кутом перетинаються у внутрішньому дворі палацу, його південний фасад виходив до морського затоки, поруч розташовувалися покої імператора. Крім того, тут знаходився парадний зал і вестибюль з куполом, храми Юпітера, Венери і Кібели, а також мавзолей імператора. На сьогоднішній день зберігся тільки мавзолей, перебудований в собор, і храм Юпітера, що перетворився в баптистерій.
Побудована за типом військового табору, вона мала злегка трапецієподібний план зі сторонами 157,5Х150, 95Х191, 25X192,1 м (по внутрішньому периметру). Фортецю захищали вежі: квадратні по кутах і уздовж стін і восьмикутні біля воріт в середині кожної сторони, крім південної, що виходила на море. Ворота з'єднували вулиці — кардо і декуманус, обрамлені портиками.
У північно-західному квадраті фортеці розміщувалися казарми імператорської гвардії і сад, а в північно-східному - провіантських склади, стайні і служби. Палац з площею перед ним займав південну половину. Трохи пізніше на площі зліва від входу до палацу був побудований величний мавзолей Діоклетіана, а праворуч — дві ротонди, виявлені розкопками, і невеликий храм Зевса. Щоб приховати диспропорцію, в розмірах цих протиставлені один одному будівель був ужитий незвичайний до цього прийом: по обидва боки вулиці, що з'єднувала Золоті ворота з палацом, були зведені на ступінчастому підставі колонади, перекриті арками.
Їх інтерколумнії були до половини висоти закладені. Вхідні отвори були лише по осі мавзолею і храму. Так утворився парадний підхід до імператорської резиденції. Вхід до палацу поставав в перспективі колонад. Чотири колонний портик на високому подіумі нагадував фасад храму.
Портик був чудовою архітектурною рамкою, в якій поступово, у міру просування урочистій процесії з глибини парадного залу, лежачого по осі палацу, перед натовпом придворних і варти виникала постать обожнюваного імператора, як би виділена центральною аркою — символом небесного зводу. На головній осі палацу, що лежала на продовженні кардо, знаходився парадний круглий вестибюль з нішами і протяжний церемоніальний зал з виходом на відкриту до моря галерею. Галерея розташовувалася поверх фортечної стіни і мала сходи до виходу на пристань. Тут вже цілком склався той комплекс палацових залів, що складався з — церемоніального залу-консисторія, який відповідав вимогам ритуалу імператорського культу. Цей комплекс почав намічатися ще в палаці Флавіїв (лоджія-трибуна і тронний зал). У південно-західній половині палацу містилися апартаменти імператора, терми і велика бібліотека; ядром південно-східної половини був багатокутний трикліній. Палац Діоклетіана був пам'ятником перехідного періоду. Що став суворішим спосіб життя зумовив втрату цілого ряду приміщень, що раніше входили до складу палацу і зближує його з віллою. Разом з тим ускладнився під впливом східних традицій ритуал імператорського культу зажадав створення відповідного парадного центру палацу.  Римські принципи планування поєднувалися в палаці Діоклетіана зі східними архітектурними деталями — антаблементом, згинається за формою арочного прольоту в центрі фасаду палацу і на південному фасаді фортеці; типовими для зодчества східних провінцій арочними колонадами; прикрашає ворота аркатурою з тонкими колонками на кронштейнах; сирійськими профільованими архівольтами розвантажувальних арок над воротами і глибокої площинний різьбленням, що покриває архітектурні деталі. Багато з них були сприйняті і розвинені зодчеством наступних епох і увійшли в число основних засобів вираження архітектури. Завершуючи розвиток римського типу імператорського житла, палац Діоклетіана в той же час став і прообразом палаців наступних часів.

## Архітектура
Палац прямокутної форми займає площу близько 3 гектарів. Він був обнесений могутніми стінами заввишки до 20 метрів з п'ятнадцятьма вежами (зараз збереглися три) . Внутрішній двір під прямим кутом перетинають дві головні вулиці. Південний фасад з колонадою виходив до морської затоки, до нього примикали імператорські покої. Також палац включав парадний зал, вестибюль з куполом, імператорський мавзолей, храми Юпітера, Кібели і Венери. Дотепер збереглися тільки мавзолей, перебудований у католицький собор, і храм Юпітера, перебудований у баптистерій.
Палац в основному побудований з цегли, привезеної з острова Брач вапняка і видобутого в довколишніх річках туфу. Мармур був доставлений з Мармари, з Єгипту були привезені гранітні колони і сфінкси.